# Skalne (polana)
Skalne – duża polana na Jasieniu w Beskidzie Wyspowym. Ciągnie się od głównego jego wierzchołka (1063 m) północnym grzbietem w kierunku drugiego wierzchołka Jasienia zwanego Kutrzycą (1051 m), oraz na wschodnich zboczach tego grzbietu od wysokości ok. 1010 m n.p.m. Jest jedną z nielicznych polan w Beskidzie Wyspowym, na której znajduje się szałas. Z polany rozległe widoki. Doskonale widoczna jest w północnym kierunku Mogielica i jej polany: duża podszczytowa Polana Stumorgowa i Wyśnikówka (na zachodnim grzbiecie). Na prawo od Mogielicy kolejno widać: Cichoń z Ostrą, Modyń, Halę oraz Wielki Wierch, Kiczorę Kamienicką i Gorc. W głębi dostrzec można Pieniny. Przy dobrej pogodzie widoczne są Tatry. Polana leży w obrębie miejscowości Półrzeczki, mimo iż znajduje się po drugiej stronie grzbietu, na zboczu opadającym do Szczawy w dolinie Kamienicy.
Polana niegdyś była wypasana, okresowo również koszona, przez jakiś czas nawet były tutaj pola orne – świadczą o tym widoczne jeszcze zagony. Polana od dawna jest już nieużytkowana, wskutek czego ulega zarastaniu. Najpierw pojawiły się tutaj całe połacie dorodnych borówczysk (borówka czarna), obecnie pojawiają się młode drzewka. Jeżeli nie zostaną przedsięwzięte żadne środki, niewątpliwie czeka ją los wielu innych beskidzkich polan – zarośnie lasem ze szkodą dla atrakcyjności turystycznej i różnorodności biologicznej.
W dolnej części polany na wysokości ok. 1025 m n.p.m. znajduje się budynek wybudowany w okresie powojennym, pełniący pierwotnie funkcję stajenno-mieszkalną (okółek) zwany „Bacówką na Skalnem”. Jest jedną z niewielu pamiątek pasterstwa Beskidu Wyspowego.

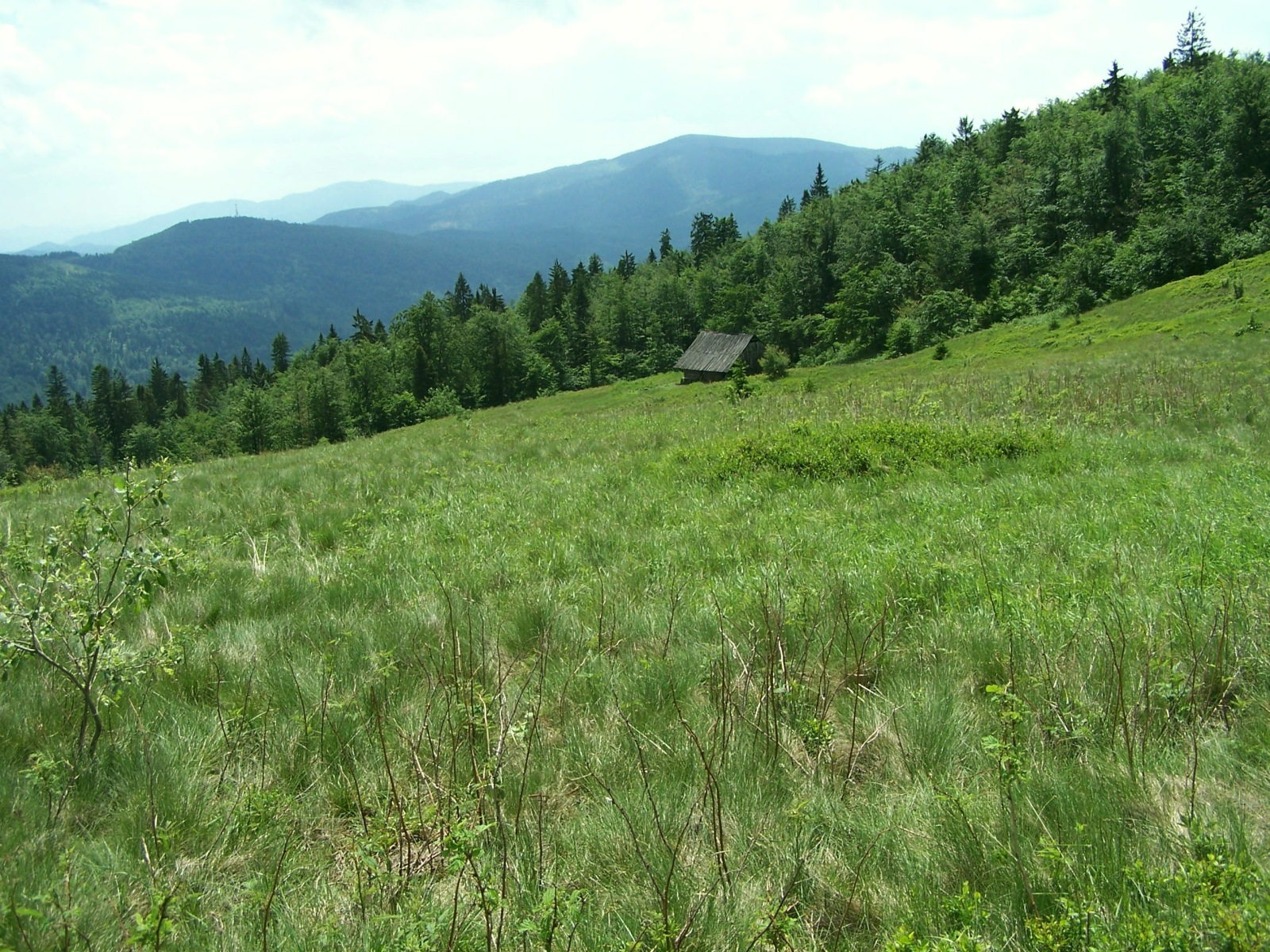
Widok w kierunku wschodnim
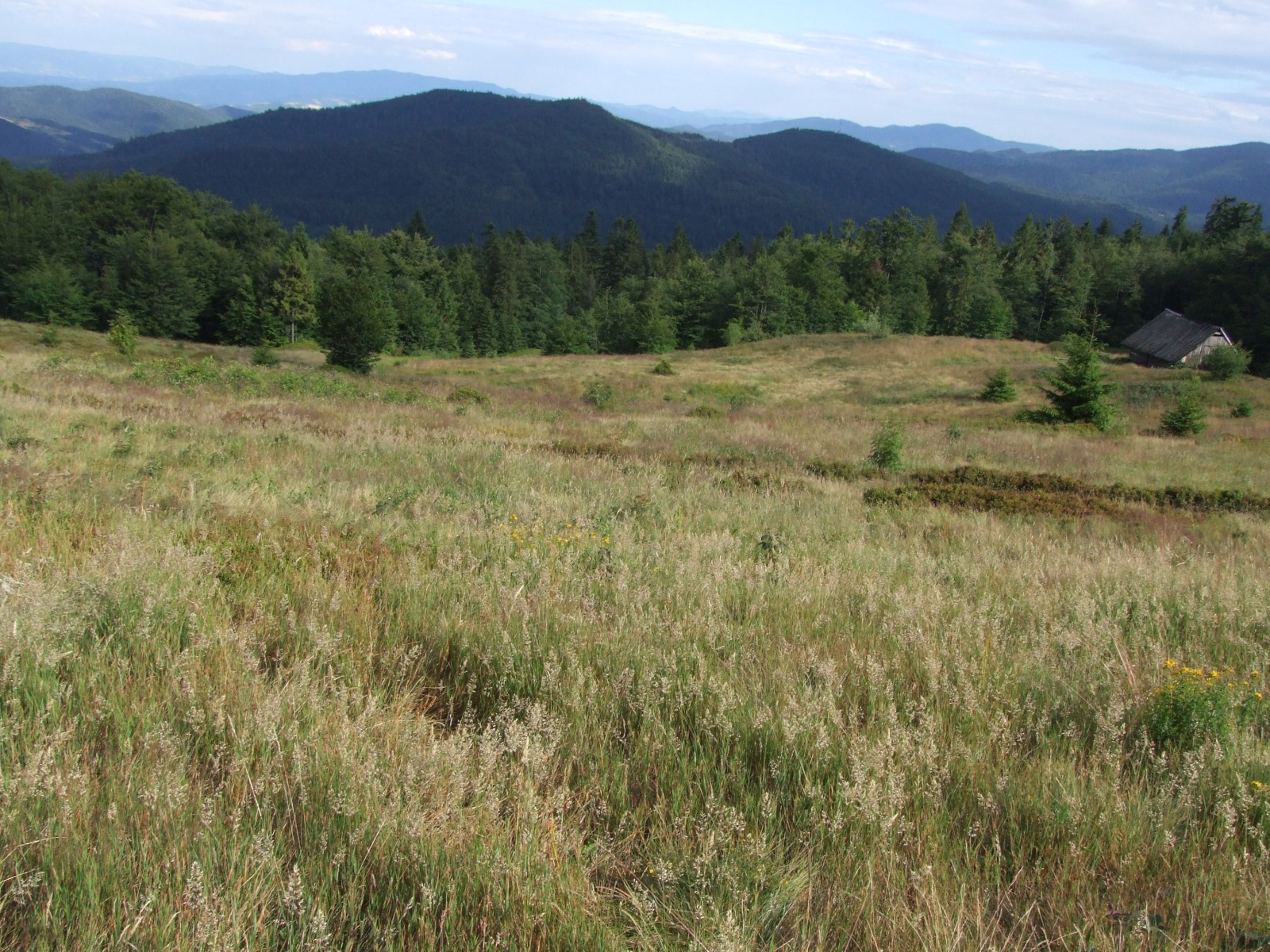
Widok na Gorce: Wielki Wierch i Kiczorę Kamienicką
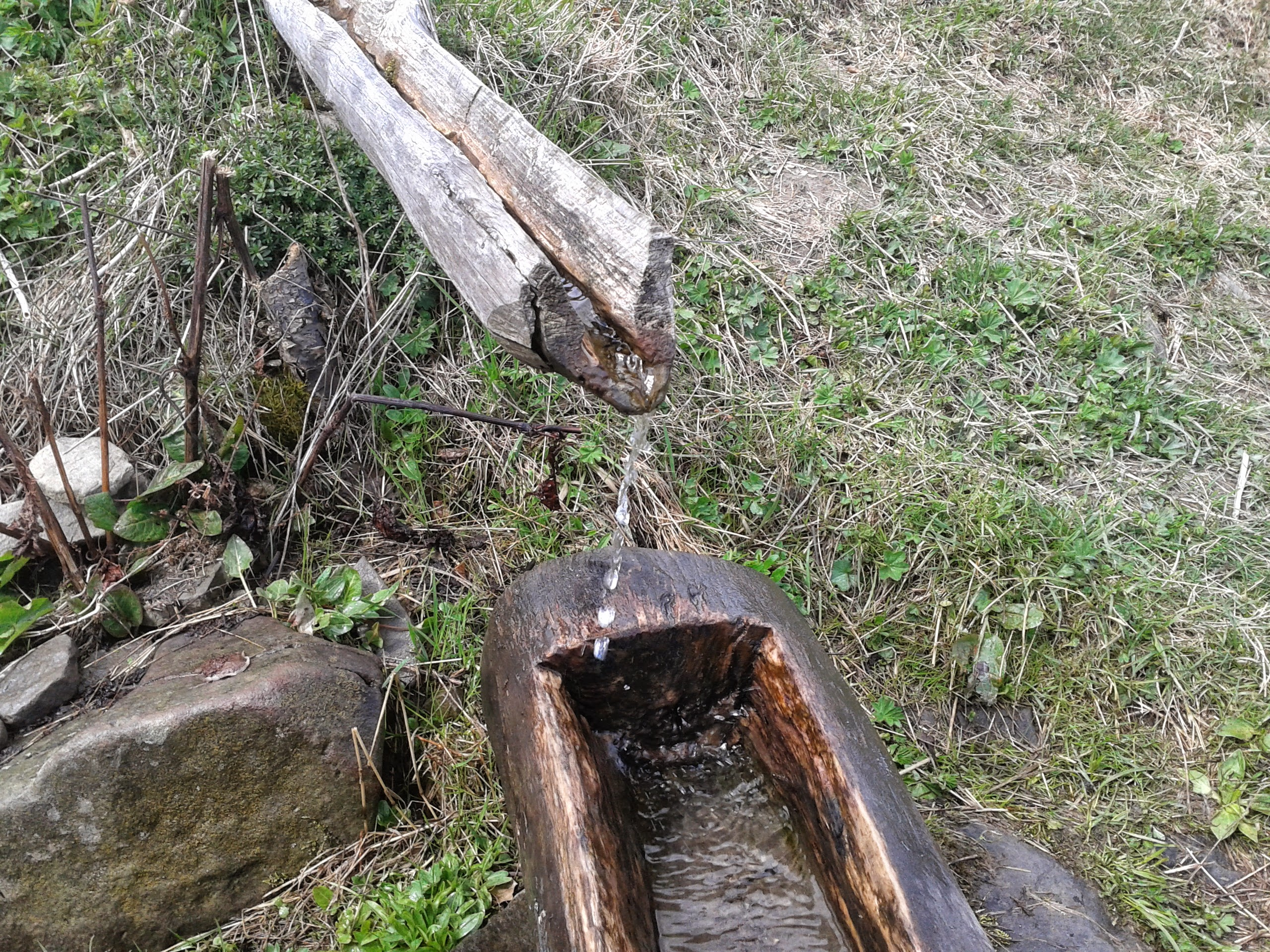
Źródło na Jasieniu
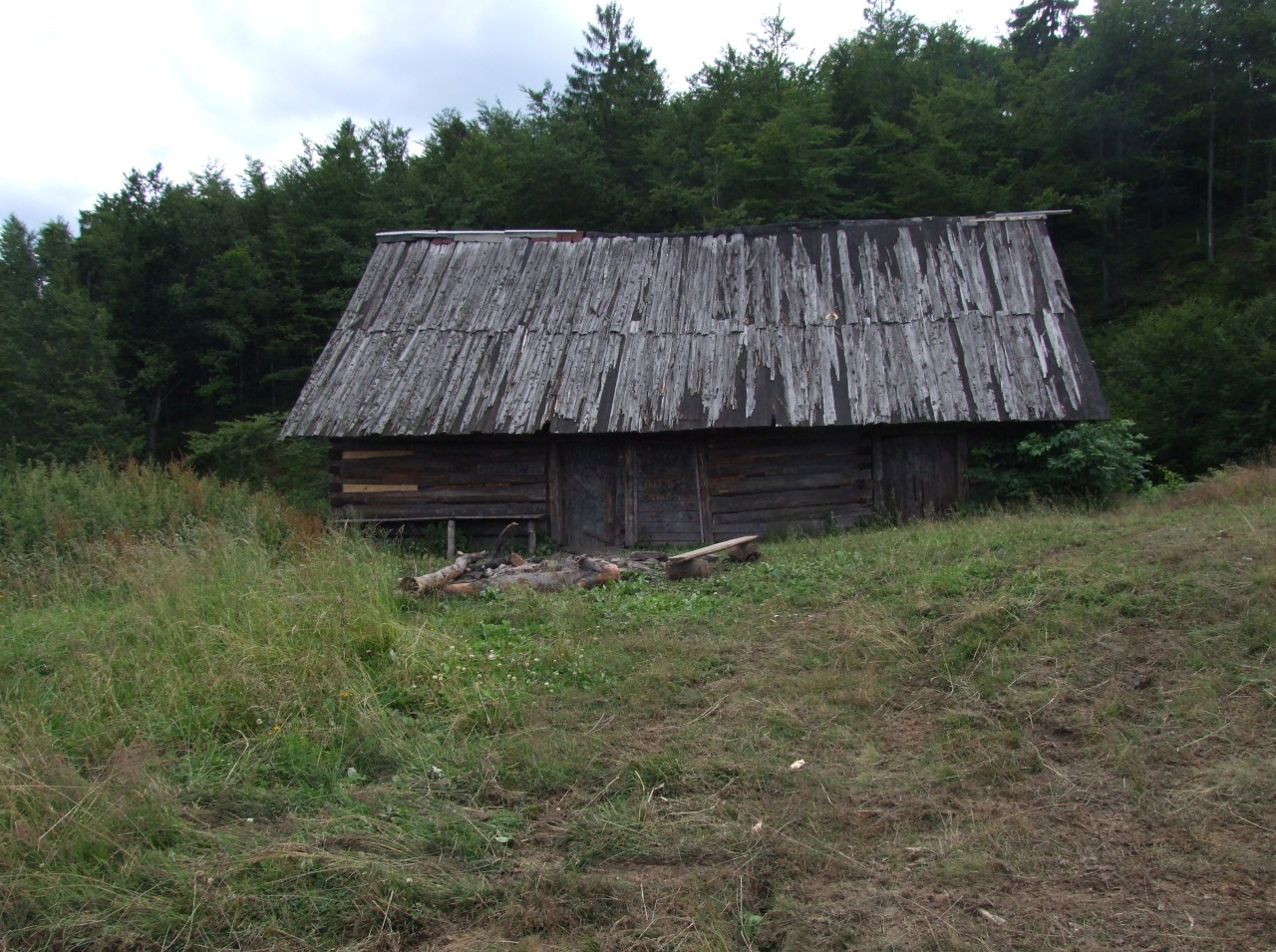
Tzw. bacówka na Skalnem
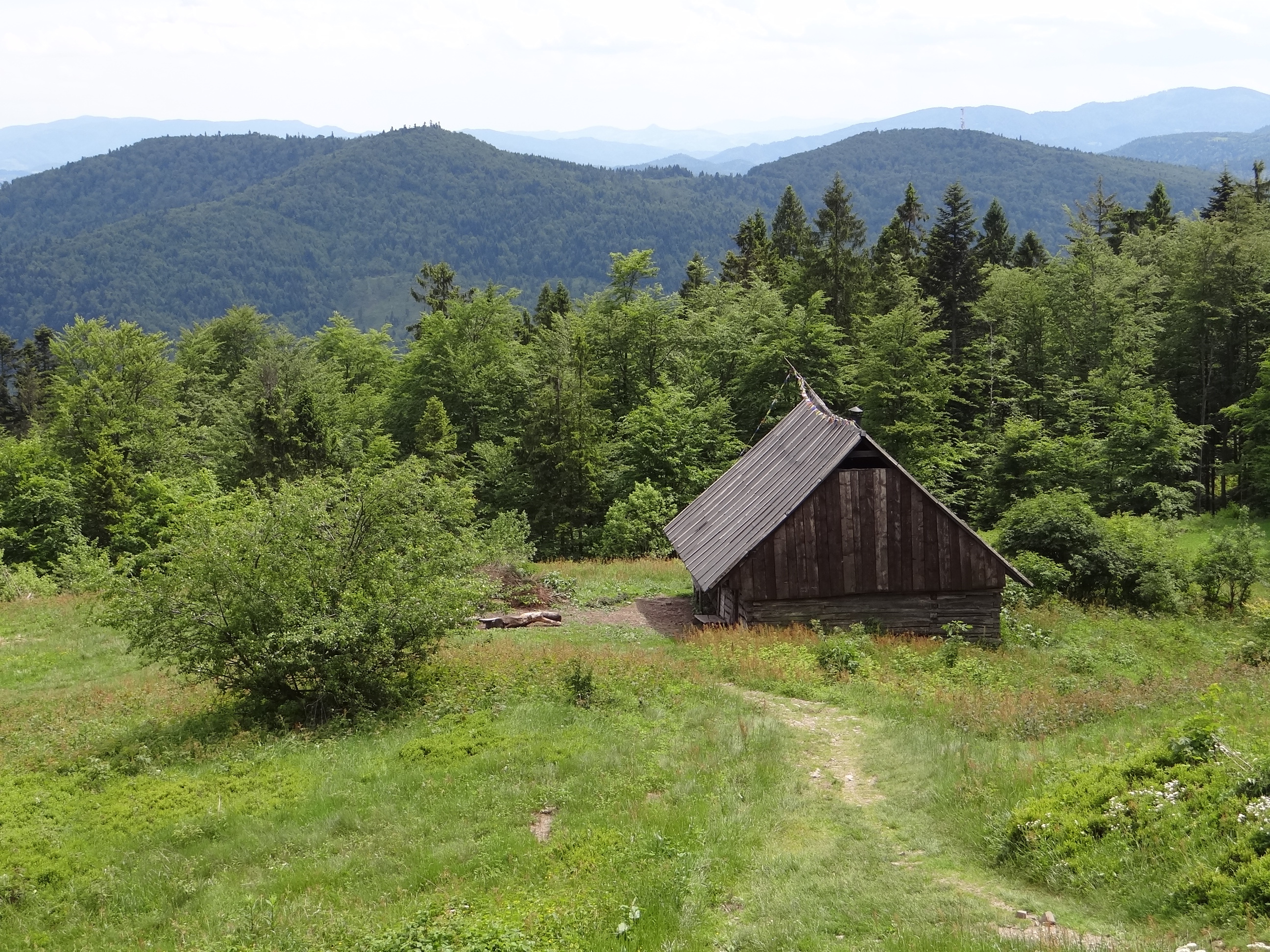
Bacówka na Skalnem z widokiem na Wielki Wierch i Kiczorę

## Szlaki turystyki pieszej
z Tymbarku podnóżami Łopienia, przez Mogielicę, Krzystonów i Jasień do przełęczy Przysłop.